# Centrosema acutifolium
Centrosema acutifolium, llamada vichada, es una planta de la familia Fabaceae. Se trata de una leguminosa perenne de crecimiento rastrero y voluble, originaria de la Orinoquia colombiana, cuya distribución abarca el este de Colombia, el estado Amazonas en Venezuela, y varias regiones selváticas de Brasil.